# Morti nel 1405
| Questa pagina contiene informazioni ricavate automaticamente dalle voci biografiche con l'ausilio del template Bio e di un bot. L'aggiornamento è periodico e automatico e ricostruisce completamente la pagina. Se manca una persona in questa lista, sei pregato di non aggiungerla, ma accertati piuttosto che la sua voce biografica contenga il template Bio e che i dati anagrafici siano correttamente compilati. Se il template Bio manca, inseriscilo tu stesso o, in alternativa, metti l'avviso {{tmp\|Bio}} che ne segnala la mancanza. Se i dati riportati sono sbagliati, correggi direttamente la voce biografica; le modifiche saranno visibili in questa lista entro pochi giorni. Per chiarimenti vedi il progetto biografie. La lista contiene solo le 41 persone che sono citate nell'enciclopedia e per le quali è stato implementato correttamente il template Bio. Pagina aggiornata al 18 ago 2025. |

- 19 febbraio - Tamerlano, condottiero mongolo (n. 1336)
- 3 marzo - Marie de Coucy, nobile (n. 1366)
- 16 marzo - Antonio Guarco, doge (n. 1360)
- 16 marzo - Margherita III di Fiandra, contessa (n. 1350)
- 26 marzo - Antonia Visconti, nobildonna (n. 1364)
- 25 aprile - Bartolomeo Carafa, italiano
- 29 maggio - Filippo di Mézières, militare, diplomatico e scrittore francese
- 18 giugno - Francesco Carbone, cardinale e vescovo cattolico italiano
- 20 giugno - Alessandro Stuart, militare scozzese
- 8 luglio - Marco Solari, scultore, architetto e ingegnere svizzero
- 19 luglio - Gianmastino Visconti, nobile (n. 1370)
- 21 luglio - Antonio Arcioni, cardinale e vescovo cattolico italiano
- 30 luglio - Alda Gonzaga, nobile italiana
- 12 agosto - Ursillo d'Afflitto, vescovo cattolico italiano
- 16 agosto - Pietro Corsini, cardinale e vescovo cattolico italiano
- 19 agosto - Giovanni III di Oświęcim, duca
- 7 settembre - James Butler, III conte di Ormond, nobile irlandese
- 8 settembre - Francesco III Ordelaffi, nobile (n. 1349)
- 24 settembre - Procopio di Moravia, nobile boemo
- 3 ottobre - Paolo Savelli, nobile e condottiero italiano (n. 1350)
- 11 novembre - Milica di Serbia, santa e regina serba
- 28 novembre - Astorre I Manfredi, condottiero italiano
- 4 dicembre - Gilabert de Próixita, trovatore e poeta spagnolo (n. 1370)
- Donato Acciaiuoli di Cassano, politico italiano
- Enrico Alfieri, francescano italiano (n. 1315)
- Gherardo Leonardo d'Appiano, sovrano e politico italiano
- Giorgio VII di Georgia, re
- Bartolino da Padova, compositore italiano (n. 1365)
- Francescuolo da Brossano, italiano
- Ilaria del Carretto, nobile italiana (n. 1379)
- Eleonora d'Aragona, nobile italiana (n. 1346)
- Bartolomeo Gonzaga, condottiero italiano
- Bartolomeo Gozadori, medico italiano (n. 1360)
- Alianore Holland, nobile britannica (n. 1370)
- Al-Damîrî, giurista e naturalista egiziano (n. 1344)
- Francesco Lante, vescovo cattolico italiano
- Johann von Posilge, presbitero
- Kara Timurtaş, politico e militare turco
- Mostarda da Forlì, condottiero italiano
- Elisabetta da Varano, nobile italiana
- Évrart de Conty, medico e letterato francese